# Laryngoscoop

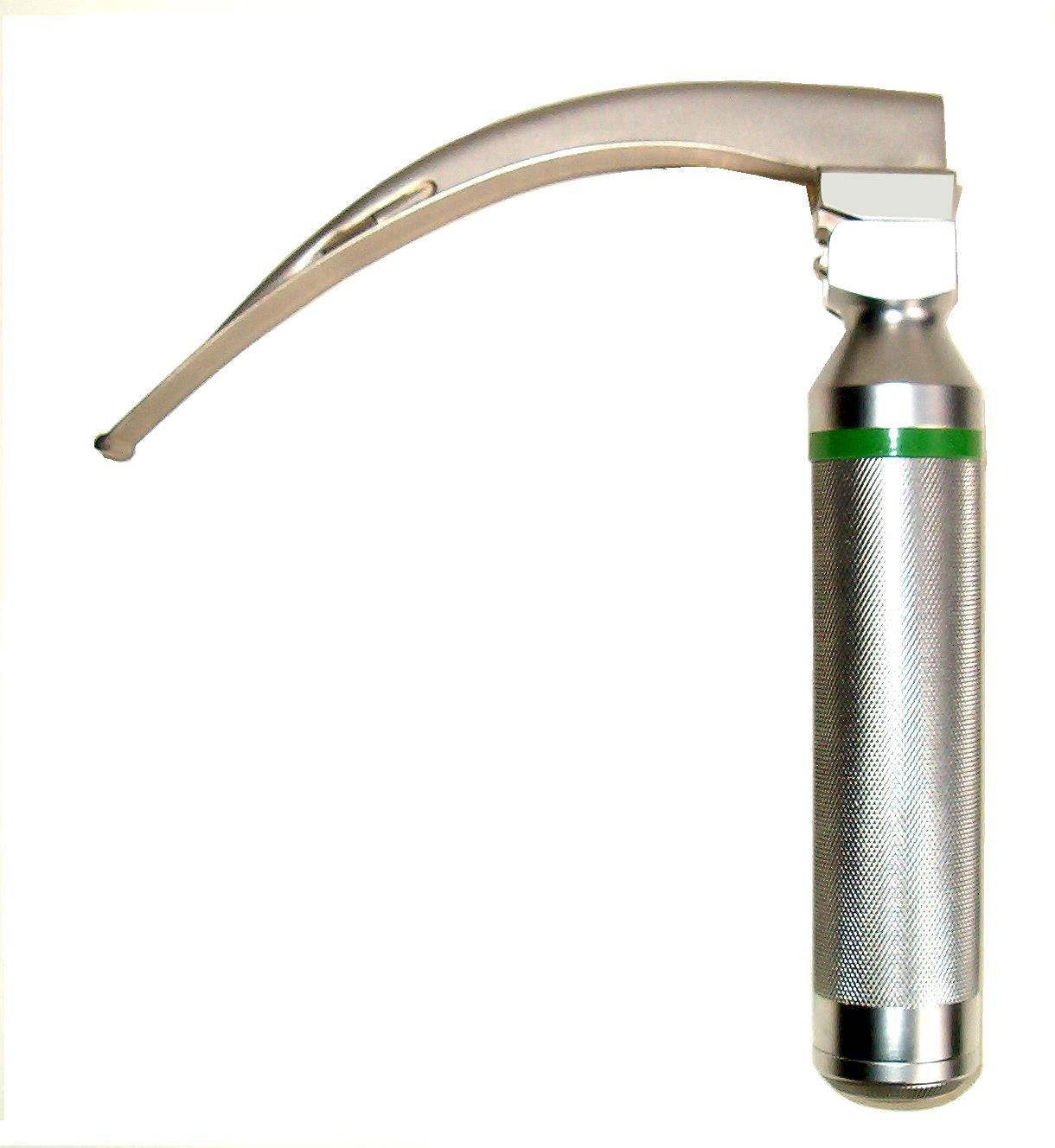
Laryngoscoop met Macintosh-spatel

Miller spatel

Een laryngoscoop is een medisch instrument dat wordt gebruikt voor het inspecteren van het strottenhoofd, de larynx. Een laryngoscoop wordt dan met name gebruikt om een buisje (endotracheale tube) te plaatsen in de luchtpijp (trachea), dit heet intubatie. Het onderzoek met de laryngoscoop als zodanig heet laryngoscopie.

## Bouw
Een laryngoscoop bestaat uit een handvat met batterijen of oplaadbare accu's ten behoeve van het lampje in de laryngoscoop en een afneembaar blad, de spatel, om de tong opzij te duwen.
De laryngoscoopspatels bestaan uit verschillende modellen met ieder weer verschillende formaten.
De verbinding van de spatels met de handvatten is gestandaardiseerd; spatels van alle fabricaten passen op handvatten van alle fabricaten, mits de systemen gelijk zijn, dus FO-spatels op alle FO-handvatten, conventionele spatels op alle conventionele handvatten. Dit is gedaan om in noodsituaties (reanimatie enz.) niet belemmerd te worden door fabricaatverschillen. 
Wanneer de laryngoscoop in situ is, kan de anesthesioloog de patiënt bijvoorbeeld intuberen zonder het instrument van zijn plaats te nemen. 
De spatelvormen zijn: Macintosh (gebogen model), Miller (recht model). Beide ca. 70 tot 160 mm.
Daarnaast zijn er diverse varianten (met beweegbaar uiteinde, volledig draaibaar blad zonder handvat te draaien, volledig flexibel) voor patiënten waarbij de intubatie moeilijk kan zijn.
De modernste laryngoscopen zijn uitgerust met een camera i.p.v. een lampje.

## Geschiedenis
De eerste laryngoscopen waren voorzien van een lampje dat dicht bij het uiteinde van de spatel was gemonteerd. De elektrische verbinding tussen handvat en lampje wordt gevormd door een draadje dat door de spatel of een metalen buisje aan de buitenzijde daarvan wordt gevoerd. Deze methode wordt nog steeds toegepast ondanks de bezwaren: de warmte die het lampje ontwikkelt en de kans op elektrische storingen.
De tweede methode is het plaatsen van het lampje boven in het handvat en het licht via een bundel glasvezels te geleiden naar het uiteinde van de spatel. Dit zijn 'koudlicht'- of 'fiber-optiek' laryngoscopen, dikwijls aangeduid met FO. De spatels worden via een genormaliseerd kliksysteem op het handvat bevestigd. Zodra de spatel in positie wordt gebracht gaat het lampje branden. 
De meer moderne methode is de video-laryngoscopie, waarbij er een cameralens op de voorkant van de spatel zit. De hierdoor opgenomen beelden worden op een extern scherm weergegeven, waardoor er geen rechtstreekse zichtlijn meer nodig is om het inbrengen en het strottenhoofd te kunnen bekijken. Daardoor is veel minder druk nodig voor het inbrengen van de laryngoscoop en geen voor het inbrengen van buisjes voor bijvoorbeeld beademing of afzuigen. Zeker in acute situaties, waarin men geconfronteerd wordt met een onbekende patiënt met een onbekend letsel, kan dit grote voordelen met zich brengen. Het risico op het onbedoeld toebrengen van extra schade aan de patiënt is daarmee namelijk vele malen kleiner dan bij de traditionele methodes.